# The Narrow Street
The Narrow Street è un film muto del 1925 diretto da William Beaudine. La sceneggiatura di Julien Josephson si basa sull'omonimo romanzo Edwin Bateman Morris pubblicato a Filadelfia nel 1924.

## Trama
Cresciuto e allevato nella bambagia dalle zie, Simon Haldane - un timido giovanotto che ha paura persino della propria ombra - una mattina è sbalordito nel trovare nella sua camera da letto una bella ragazza, Doris. Comincia a girare la voce che Simon sia sposato e tutto il personale dell'ufficio della Faulkner Iron Works va a trovare il giovane per poter dare un'occhiata alla sposina. Il disinvolto commesso Ray Wyeth fa girare per un po' la testa di Doris, ma la cosa dà coraggio a Simon che non solo riesce a conquistare la ragazza - che si rivelerà essere la figlia del suo principale - ma anche a emergere nel lavoro, diventando un manager di successo.

## Produzione
Il film fu prodotto dalla Warner Bros.

## Distribuzione
Il copyright del film, richiesto dalla Warner Brothers Pictures, fu registrato il 14 ottobre 1924 con il numero LP20667.

Distribuito dalla Warner Bros., il film uscì nelle sale statunitensi l'11 gennaio 1925 dopo essere stato presentato in prima a New York il 4 gennaio.
Esistono ancora dei frammenti e una copia incompleta del film.